# Питър Денис Мичъл
 Питър Денис Мичъл (на английски: Peter Dennis Mitchell) е британски биохимик, член на Британското кралско научно дружество и носител на Нобелова награда за химия през 1978 година за откритието на хемиосмотичния механизъм на синтез на АТФ.

## Биография
Роден е на 29 септември 1920 година в Мичъм, графство Съри, Англия, в семейството на Кристофър Гибс Мичъл, държавен служител, и Кейт Беатрис Дороти (по баща) Таплин. Чичо му е сър Годфри Уей Мичъл, председател на Джордж Уимпл. Учи в Куинс колидж и в Джизъс Колидж, Кеймбридж, където изучава естествени науки, специализирани в областта на биохимията.
Назначен е на изследователски пост в Катедрата по биохимия, Кеймбридж, през 1942 година и защитава докторска степен в началото на 1951 за работата си върху начина на действие на пеницилина. През 1955 година е поканен от проф. Майкъл Суон да създаде биохимично научно звено, наречено звено за химична биология, в катедрата по зоология в Единбургския университет, където той е назначен за старши лектор, но влошено му здравословно състояние води до оставката му през 1963 година.
Умира на 10 април 1992 година в Бодмин, Корнуол.

## Хемиосмотичнен синтез на АТФ
През 1960 година е известно, че АТФ е енергийната валута на живота, но се приема, че механизмът, чрез който АТФ се синтезира в митохондриите, е фосфорилиране на субстратно ниво. Хемиосмотичната хипотеза на Мичъл е основа за разбирането на самия процес на окислителното фосфорилиране. По това време биохимичният механизъм на синтез на АТФ чрез окислително фосфорилиране е неизвестен.
Мичъл осъзнава, че движението на йони в цяла мембрана поражда електрохимичен потенциал, който може да осигури енергия, необходима за производството на АТФ. Неговата хипотеза е основана върху информация, която е добре известна през 1960-те. Той знае, че живите клетки имат мембрана потенциал. Движението на заредени йони през цяла мембрана се влияе от електростатични сили (привличане на плюс до минус такси). Тяхното движение също е засегната от термодинамични сили, тенденцията на веществата да дифундират от региони с по-висока концентрация. Той показва, че синтеза на АТФ е скачена към този електрохимичен потенциал.
Неговата хипотеза е потвърдена от откриването на АТФ синтаза, мембранен протеин, който използва потенциалната енергия на електрохимичния потенциал да синтезира АТФ.